# إليونورا ويكسلر
إليونورا ويكسلر (بالإسبانية: Eleonora Wexler)‏ هي ممثلة أرجنتينية، ولدت في 2 أبريل 1974 في بوينس آيرس في الأرجنتين. من الجوائز التي نالتها CableACE Award ‏.

## جوائز
- CableACE Award [الإنجليزية]‏

## وصلات خارجية
- إليونورا ويكسلر على موقع IMDb (الإنجليزية)
- إليونورا ويكسلر على موقع قاعدة بيانات الفيلم (الإنجليزية)